# Benquerença
Benquerença es una freguesia portuguesa del concelho de Penamacor, con 28,68 km² de superficie y  habitantes (2001). Su densidad de población es de 24,2 hab/km².